# Dresserus collinus
Dresserus collinus är en spindelart som beskrevs av Pocock 1900. Dresserus collinus ingår i släktet Dresserus och familjen sammetsspindlar. Inga underarter finns listade i Catalogue of Life.